# دانييل ماكبرين
دانييل ماكبرين (بالإنجليزية: Daniel McBreen)‏ (23 مارس 1977 في المملكة المتحدة - ) هو لاعب كرة قدم بريطاني في مركز الهجوم. لعب مع سانت جونستون وسكونثورب يونايتد وسنترال كوست مارينرز ونادي برث غلوري ونادي جنوب الصين ونادي فالكيرك ونادي مجموعة شانغهاي الدولية للموانئ ونادي يورك سيتي ونيوكاسل يونايتد جتس ويونيفرسيتاتيا كرايوفا وNorthern Fury FC ‏ وEdgeworth FC ‏ وToronto Awaba Stags FC ‏.

## وصلات خارجية
- دانييل ماكبرين على موقع قاعدة بيانات كرة القدم.إي يو (الإنجليزية)
- دانييل ماكبرين على موقع Soccerbase.com (لاعب) (الإنجليزية)
- دانييل ماكبرين على موقع Soccerway.com (الإنجليزية)
- دانييل ماكبرين على موقع عالم كرة القدم.نت (الإنجليزية)